# Netta
Netta je rod ronilica koje, za razliku od drugih vrsta ove potporodice, nerado rone i hrane se kao prave patke.  

## Način života
Jako su druželjubive i uglavnom žive u slatkoj vodi. Jaki su letači. Njihova krila su široka i imaju tup vrh. Zbog toga jako brzo lete.
Ne hodaju na kopnu kao prave patke, jer su im noge postavljene daleko iza leđa, što im pomaže u kretanju pod vodom.

## Sistematika
Vjerojatno izumrla ružičastoglava patka prije je bila smještena u rod Rhodonessa. Filogeneznom analizom pokazano je da je usko vezana uz patku gogoljicu, pa je sad privremeno smještena u ovaj rod. Međutim, to je i dalje predmet raznih rasprava. Analiza DNK, koja bi vjerojatno riješila ovo pitanje još nije provedena zbog nedostatka odgovarajućih materijala.